# وارن ويفر
وارن ويفر هو إحصائي وأستاذ جامعي ورياضياتي وعالم حاسوب أمريكي، ولد في 17 يوليو 1894 في ويسكونسن في الولايات المتحدة، وتوفي في 24 نوفمبر 1978 في نيو ميلفورد في الولايات المتحدة.

## وصلات خارجية
- وارن ويفر على موقع الموسوعة البريطانية (الإنجليزية)